# Jeanne Samary de pie
Jeanne Samary de pie es un cuadro realizado en 1878 por el pintor francés Pierre-Auguste Renoir. Se conserva en el Museo del Hermitage de San Petersburgo.
Renoir pintó varios retratos de esta actriz francesa de la Comédie Française y este lo presentó en el Salón de 1879.